# Bella Alexejewna Burnaschewa
| (2010) Chebyshev  | 13. Oktober 1969   |
| (2232) Altaj      | 15. September 1969 |
| (2259) Sofievka   | 19. Juli 1971      |
| (2327) Gershberg  | 13. Oktober 1969   |
| (2697) Albina     | 9. Oktober 1969    |
| (3406) Omsk       | 21. Februar 1969   |
| (3921) Klement’ev | 19. Juli 1971      |
| (4109) Anokhin    | 17. Juli 1969      |
| (4465) Rodita     | 14. Oktober 1969   |
| (5075) Goryachev  | 13. Oktober 1969   |
| (5218) Kutsak     | 9. Oktober 1969    |
| (6278) Ametkhan   | 10. Oktober 1971   |
| (7318) Dyukov     | 17. Juli 1969      |

Bella Alexejewna Burnaschewa, russisch Бэлла Алексеевна Бурнашева, englisch Bella Alekseyevna Burnasheva (* 1944 in Omsk) ist eine sowjetisch-russische Astronomin, der die Entdeckung mehrerer Asteroiden zugeschrieben werden. Der Asteroid (4427) Burnashev wurde zu Ehren von ihr und ihrem Ehemann Wladislaw Iwanowitsch Burnaschew (* 1943) benannt.

## Leben
Bella Burnaschewa ist möglicherweise eine der am wenigsten bekannten, aber dennoch eine der berühmtesten Astronominnen der russischen Gesellschaft. Ob der Umstand, dass über ihr Leben nur wenige Informationen bekannt sind, auf ihre Entscheidung zurückzuführen ist oder ob sie von der Regierung dazu gezwungen wurde, weiß man nicht. Die letzte bekannte Information ohne Angabe des Jahres war, dass sie eine Stelle als Systemprogrammiererin am Krim-Observatorium angenommen hatte. Sie hat mehrere astronomische Forschungsartikel veröffentlicht und bei der Erstellung detaillierter Datenbanken zur Physik über Sterne mitgewirkt. Astronomen – sowohl russische als auch amerikanische – die Asteroiden und Kleinplaneten entdeckten, haben diese nach Bella und ihrem Ehemann Vladislav benannt. Ein solcher Kleinplanet ist (4427) Burnashev, der 1971 von der russischen Astronomin Tamara Smirnowa (1935–2001) entdeckt wurde.